# Веселоподольский сельский совет (Семёновский район)
Веселоподольский сельский совет (укр. Веселоподільська сільська рада) — входит в состав
Семёновского района Полтавской области Украины.
Административный центр сельского совета находится в с. Весёлый Подол.

## Населённые пункты совета
- с. Весёлый Подол
- с. Панивановка